# جولييت بيرك
جولييت برك (بالإنجليزية: Juliet Burke)‏ هي إحدى شخصيات المسلسل الأمريكية لوست، تلعب دورها الممثلة الأمريكية إليزابيث ميتشيل.

## الشخصية
هي طبيبة إخصاب، تولت رعاية واستجواب جاك بعد اعتقاله. يظهر انها كانت تعمل في مؤسسة طبية في الولايات المتحدة الأمريكية ونجحت بجعل أختها تحبل ضمن نطاق تجربة طبية غير مرخصة فهددها زوجها السابق أنها يجب أن تشارك باكتشافاتها معه لكي يستطيع ان يحميها من السلطات التي تلاحق الأعمال بدون الرخصة.
تم عرض عمل على جولييت من قبل جهة معينة إلا انها رفضت لانها لا تستطيع ان تترك المؤسسة التي يديرها زوجها فقام عميل المؤسسة بالعرض عليها بكافة التسهيلات لكي تقبل العرض، إلا انها قالت لا تستطيع، وعندما سُئلت «ما الذي يمكن فعله لإقناعك؟» قالت بصورة غير جدية «أن يُسحق زوجي السابق تحت حافلة». وبعد فترة، فعلاً حصل هذا أمام عينيها، فشكت هي بالجهة التي أرادت توضيفها، إلا أن عميل تلك الجهة أنكر، وعرض عليها العمل مرة أخرى وفي هذه اللقطة يصاحب العميل ايثان روم، وتقبل جولييت بالوظيفة.
تصل جولييت إلى الجزيرة، وتبدأ مهمتها بالعمل على إنقاذ حياة الأمهات على الجزيرة لأنهن كانوا يمتن قبل الإنجاب.